# Ann Dvorak
Ann Dvorak (Nueva York, 2 de agosto de 1911-Honolulú, 10 de diciembre de 1979) fue una actriz de cine estadounidense.

## Biografía
Nació en la ciudad de Nueva York. Hija de dos actores de vodevil. Su padre, Edwin Mckim trabajó como director en los estudios Lubin y su madre, Anna Lehr, tuvo éxito como estrella de algunas producciones mudas. La pareja se separó cuando Ann tenía cuatro años, y ella y su madre se mudaron a Hollywood. 
De niña, participó en varias películas. Al final de los años veinte, comenzó trabajando para los estudios MGM como profesora de baile y apareció en alguna de las películas como corista. Su amiga, Joan Crawford le presenta a Howard Hughes, quién le prepara como actriz dramática. Tuvo éxito en películas como Scarface (1932) con Paul Muni, Tres vidas de mujer (Three on a Match, 1932), Love is a Racket (1932) con Bette Davis y Joan Blondell, y en Sky Devils (1932) con Spencer Tracy.
Fue conocida por su estilo y elegancia. Durante los años treinta trabajó para los estudios Warner Brothers. Una discusión acerca de su sueldo (se enteró de que ganaba lo mismo que el niño que interpretaba a su hijo en Tres vidas de mujer) hizo que su contrato quedara en suspenso permanente, y empezó a trabajar por libre, pero aunque lo hacía regularmente, los papeles que le ofrecían no eran de tanta calidad. También trabajó en Broadway. Con el que era su esposo entonces, el actor inglés Leslie Fenton, viajó a Inglaterra y trabajó como conductora de ambulancias durante la guerra. También participó en varias películas inglesas. 
Se retiró de la pantalla en 1951, cuando se casó con su tercer y último marido, Nicholas Wade. Estuvieron casados hasta la muerte de Nicholas en 1977. Ann no tuvo hijos.
Vivió sus años de retiro en el anonimato hasta que murió en 1979, a los 68 años, de cáncer de estómago, en Honolulu.
Tiene una estrella en el Paseo de la Fama de Hollywood por su contribución a la industria del cine.